# Ludrová
Ludrová – wieś i gmina (obec) na Słowacji w powiecie Rużomberk, położona ok. 5 km na południowy wschód od miasta Rużomberk, w obniżeniu u ujścia Doliny Ludrowskiej do Kotliny Liptowskiej u podnóża Tatr Niżnych. Mieszka tu ok. 980 osób (stan z roku 2011).
Wieś wzmiankowana po raz pierwszy w 1461 roku jako Rudlow.
Na terenie wsi zlokalizowany jest zabytkowy gotycki kościół pw. Wszystkich Świętych (Kostol Všech Svätých).
Działa tu kilka pensjonatów, przez co Ludrová służy turystom jako baza noclegowa do pieszych wędrówek w góry. Kilka razy dziennie do wsi dojeżdża autobus z Rużomberka.